# Grand bassin artésien
Pour les articles homonymes, voir Artésien (homonymie).
Le Grand bassin artésien, en anglais The Great Artesian Basin, GAB, est la seule réserve importante et sûre d'eau de tout le continent australien.
Ce bassin est l'un des plus grands et des plus profonds aquifères artésiens du monde. Il couvre 23 % du continent, occupant la plus grande partie du Queensland, le nord de la Nouvelle-Galles du Sud, la partie sud-est du Territoire du Nord, le nord-est de l'Australie-Méridionale. Son épaisseur, d'une centaine de mètres en périphérie, est estimée à 3 km à certains endroits au centre et la réserve en eau serait de 64 900 km3.

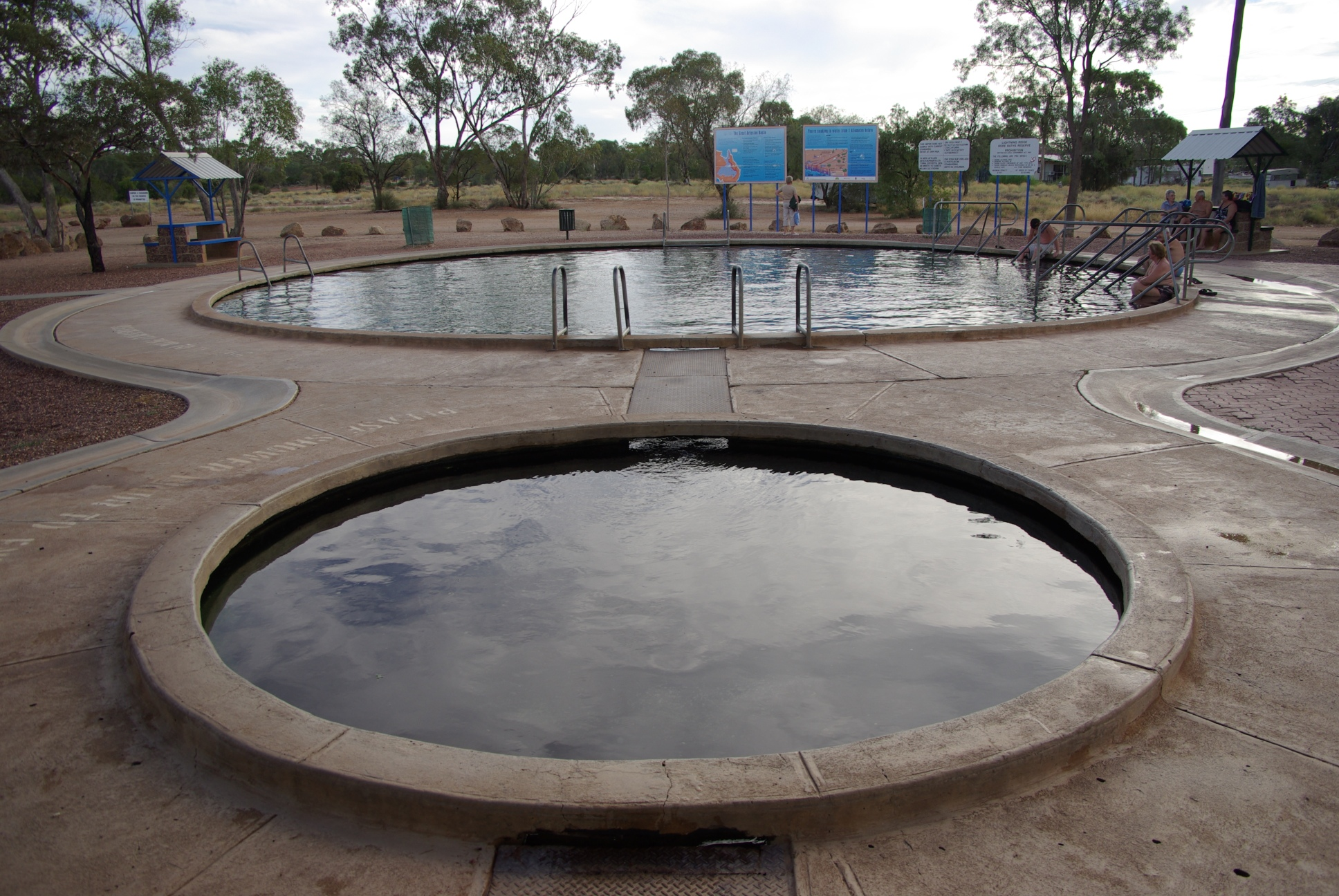
Bassins alimentés en eau par le Grand bassin artésien à Lightning Ridge.

Les couches qui emprisonnent l'eau sont formées de grès quartzique déposé par l'érosion des montagnes environnantes au Mésozoïque, il y a entre 248 et 65 millions d'années, recouvertes d'une couche de sédiment marin imperméable à l'époque où la région était au-dessous du niveau de la mer. La bordure est du bassin est due à la Cordillère australienne, la bordure ouest aux Central Eastern Lowlands et au Great Western Plateau.
Le renouvellement en eau vient pour la plus grande part des précipitations sur le Queensland et la Nouvelle-Galles-du-Sud. L'eau s'écoule vers le sud et l'est en cheminant tout doucement (entre 1 et 5 m par an) entre les grains de sable. 
L'eau ressort spontanément de terre par des sources ou des fissures dans le sol, surtout dans la partie sud du bassin. Il faut jusqu'à 2 millions d'années pour que de l'eau tombée dans le Queensland ressorte par les sources de la région du lac Eyre.
Cette eau est la principale origine de l'eau utilisée dans la région notamment pour élever le bétail. Impropre pour l'irrigation en raison de son pH trop élevé et de sa forte teneur en sel (0.5 à 1,5 g/l), on l'utilise — après traitement — pour abreuver les animaux et pour les besoins domestiques. Pour se la procurer, il suffit de forer un trou jusqu'à la nappe phréatique et l'eau jaillit du sol sans avoir à pomper. À sa sortie de terre, sa température varie selon les endroits entre 30 et 100 °C et cette énergie est utilisée à Birdsville pour alimenter un générateur de 150 kW.
En 1983, il y avait près de 18 000 forages en service fournissant quotidiennement 1,575 milliard de litres d'eau. Sur ces 18 000 forages, 2 000 étaient des puits artésiens et plus de 9 000 demandaient une énergie mécanique pour remonter l'eau à la surface.